# Basic Psychological Support
Il Basic Psychological Support (in italiano Soccorso Psicologico di Base, noto anche con l'acronimo BPS) è un protocollo di primo soccorso ideato per soccorritori occasionali e costituito da manovre e comportamenti finalizzati alla gestione immediata dei sintomi dell'attacco di panico e dell'ansia acuta.
Il BPS non è un intervento medico, psicologico o psicoterapeutico ma si configura come una sequenza di semplici azioni con la funzione di fornire nell'emergenza un primo aiuto a chi sta subendo un attacco di panico o si trova in uno stato d'ansia acuta, ma anche con lo scopo di agevolare l'eventuale intervento degli specialisti e dei soccorsi sanitari.
È costituito da sette fasi: Sicurezza, Contatto, Valutazione preliminare, Valutazione, Intervento, Ri-valutazione, Risoluzione.